# Шкуратове
Шкуратове́ — село в Україні, в Арбузинській селищній громаді Первомайського району Миколаївської області. Населення становить 1 особа.